# Sparkassen-Cup

Das Logo des EVFH-Cups

Der Sparkassen-Cup, bis zum Jahr 2011 Schlecker Cup und im Jahr 2012 EVFH-Cup genannt, ist ein internationales Handballturnier (Einladungsturnier), das in Ehingen an zwei Spieltagen mit sechs teilnehmenden Männermannschaften aus Europa ausgetragen wird. Als Vorbereitungsturnier für die kommende Spielzeit wird der EVHF-Cup jeweils Mitte bis Ende August ausgetragen. Das Turnier wird seit 1987 veranstaltet. Bisher nahmen daran 54 der besten Handballteams aus 21 Nationen teil.
Alle Spiele werden in der Ehinger Längenfeldhalle ausgetragen. Bis 2011 war das in Ehingen ansässige, inzwischen insolvente Unternehmen Schlecker Namensgeber und Hauptsponsor der Veranstaltung. Im Jahr 2012 wurde das Turnier nach dem Ehinger Verein zur Förderung des Handballsports als EVFH-Cup bezeichnet. Der EVFH ist Ausrichter des Turniers, das zusammen mit Handballabteilung der TSG Ehingen organisiert wird. Im Februar 2013 gaben die Veranstalter bekannt, dass das Turnier nun unter dem Namen Sparkassen-Cup ausgerichtet wird.
Um das Turnier gab es bis einschließlich 2011 immer ein umfangreiches Rahmenprogramm, bei dem unter anderem verschiedene Prominente beteiligt waren. Beispielsweise waren dies 2007 Axel Schulz, Michael Wendler, Eberhard Gienger, Carlo Thränhardt, Shaham Joyce und Simon-Paul Wagner. Nach der Insolvenz von Schlecker liegt der Schwerpunkt der Veranstaltung nun wieder weitgehend bei dem Handballturnier selbst.

## Austragungsmodus
Bei den sechs Vorrundenspielen beträgt die Spielzeit 2×30 Spielminuten. Auch die Platzierungsspiele gehen über die normale Handball-Spielzeit von 2×30 Spielminuten. Im Austragungsmodus werden zwei Gruppen mit je drei Mannschaften gebildet. In der samstags durchgeführten Vorrunde wird nach dem Modus jeder gegen jeden in einer Gruppe gespielt. Jede Mannschaft bestreitet somit zwei Spiele in der Vorrunde. Insgesamt finden sechs Spiele in der Vorrunde statt. Bei Punktgleichheit entscheidet die Tordifferenz. Bei gleicher Tordifferenz entscheidet die Anzahl der mehr erzielten Tore.
Sonntags sind die Platzierungsspiele um den 5. Platz der beiden Gruppenletzten, um den 3. Platz (die Gruppenzweiten) und um den 1. Platz (die Gruppensieger). Bei Unentschieden nach Ablauf der regulären Spielzeit gibt es eine Verlängerung von zweimal fünf Minuten. Bei Unentschieden nach Ablauf der Verlängerung gibt es ein Siebenmeterwerfen mit fünf Schützen je Mannschaft bis zur Entscheidung. Insgesamt finden somit sonntags drei Spiele statt.

## Pokal

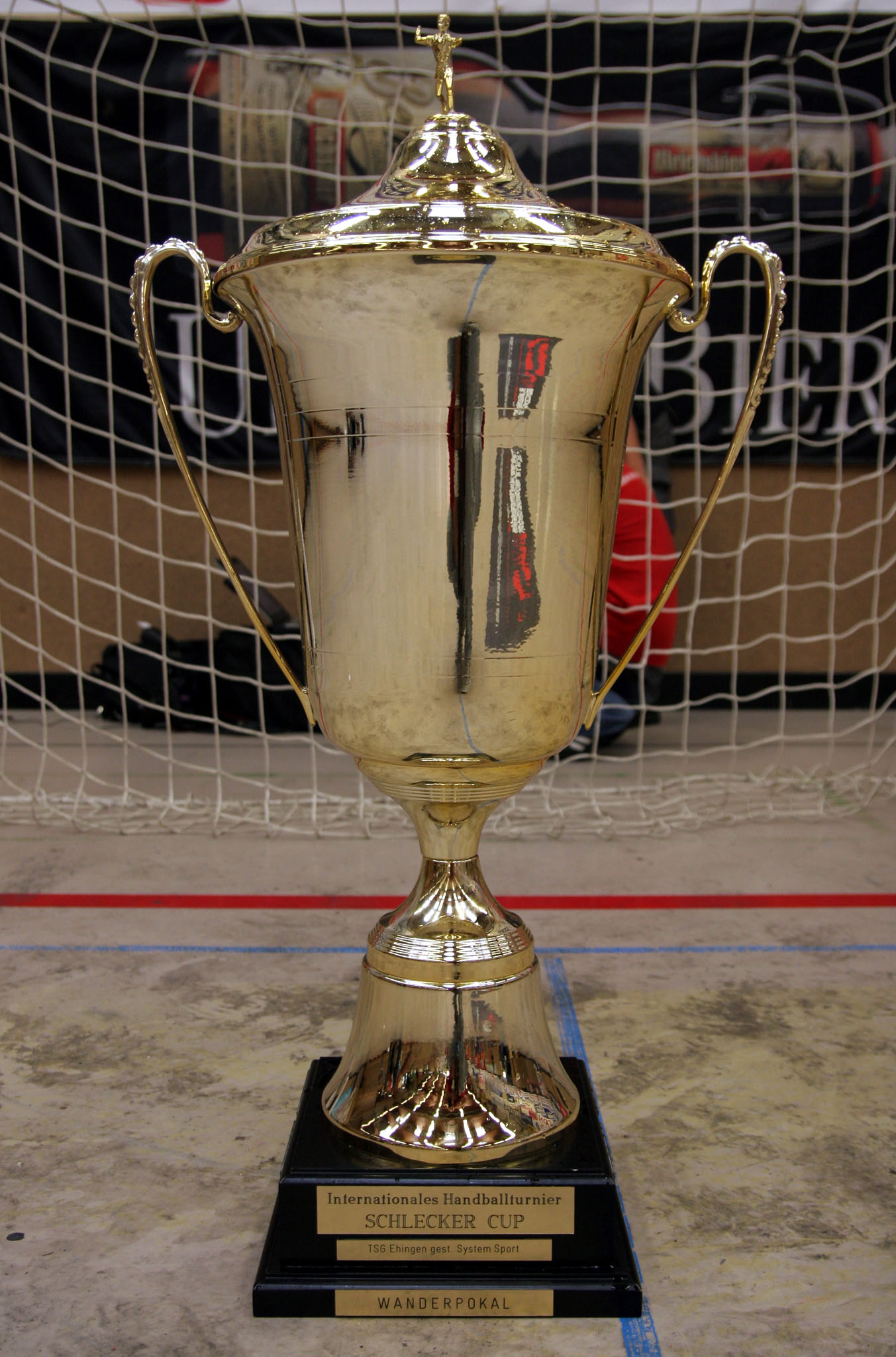
Der Sparkassen-Cup

Der dem Sieger überreichte Pokal, der Sparkassen-Cup (vormals Schlecker Cup) ist ein Wanderpokal. Aktuell ist er im Besitz der Mannschaft von KC Veszprém, die im Finale 2014 die  Füchse Berlin mit 29:34 besiegte.

## Ergebnisse

### 2014

#### Vorrundenspiele (16. August 2014)
Gruppe 1
| Spiel                              | Endergebnis |
| ---------------------------------- | ----------- |
| Füchse Berlin – RK Zagreb          | 29:29       |
| RK Zagreb – Chambéry Savoie HB     | 25:29       |
| Chambéry Savoie HB – Füchse Berlin | 26:30       |

Gruppe 2
| Spiel                                        | Endergebnis |
| -------------------------------------------- | ----------- |
| KC Veszprém – Kadetten Schaffhausen          | 30:22       |
| Kadetten Schaffhausen – Frisch Auf Göppingen | 24:35       |
| Frisch Auf Göppingen – KC Veszprém           | 27:33       |

#### Hauptrundenspiele (17. August 2014)
Spiel um Platz 5
- RK Zagreb – Kadetten Schaffhausen 34:27

Spiel um Platz 3
- Chambéry Savoie HB – Frisch Auf Göppingen  23:28

Finale
- Füchse Berlin – KC Veszprém  29:34

KC Veszprém konnte damit den erstmals 2013 gewonnenen Sparkassen-Cup 2014 erfolgreich verteidigen.

#### Sonderauszeichnungen
- Bester Torwart:  Yann Genty (Chambéry Savoie HB)
- Torschützenkönig: Fredrik Petersen (Füchse Berlin) mit 18 Toren
- Bester Spieler des Turniers: Carlos Ruesga (KC Veszprém)
- Fairness-Pokal: Iker Romero (Füchse Berlin)

### 2013

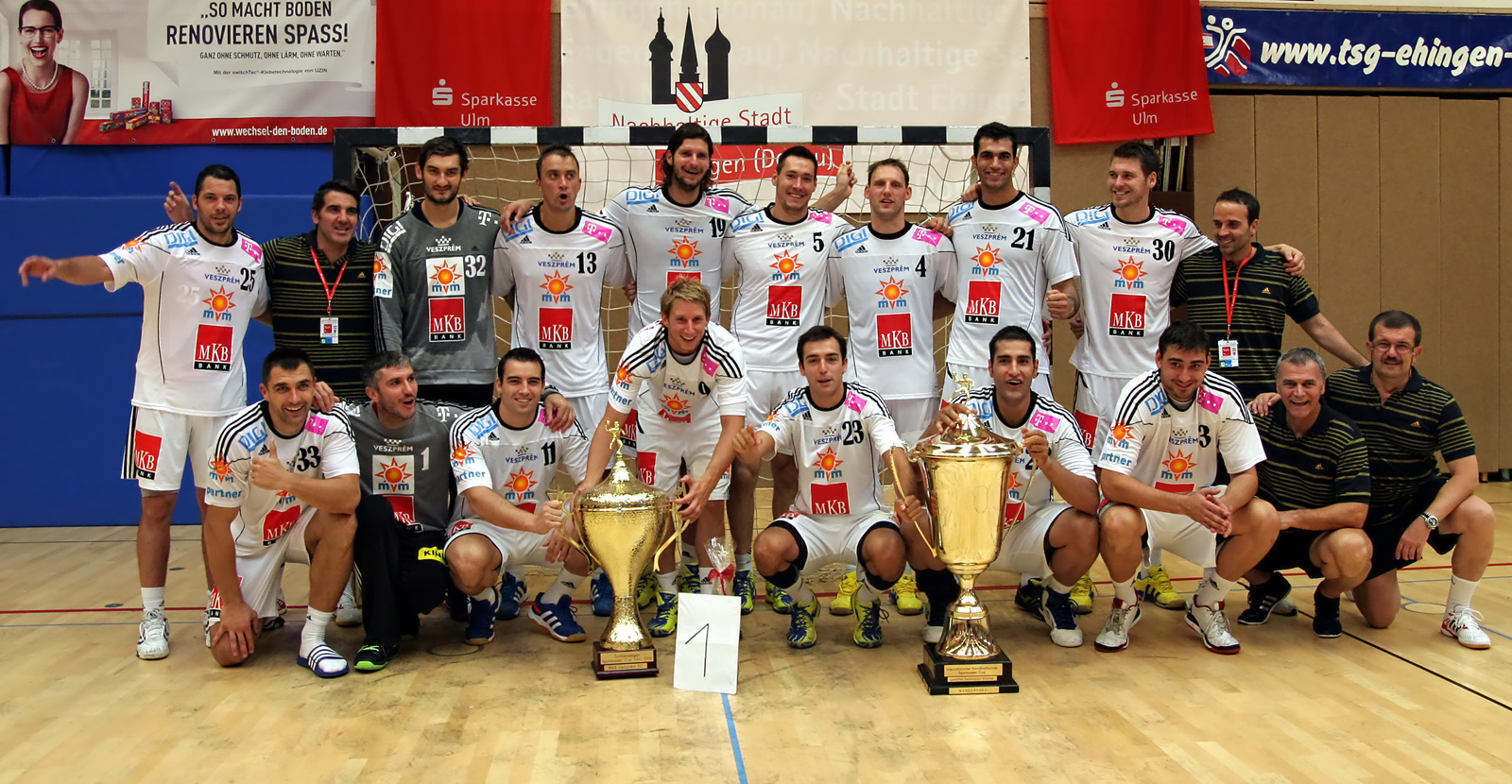
Gewinner 2013: KC Veszprém

#### Vorrundenspiele (17. August 2013)
Gruppe 1
| Spiel                   | Endergebnis |
| ----------------------- | ----------- |
| KC Veszprém – RK Zagreb | 32:26       |
| RK Zagreb – KS Kielce   | 36:33       |
| KS Kielce – KC Veszprém | 31:31       |

Gruppe 2
| Spiel                               | Endergebnis |
| ----------------------------------- | ----------- |
| Füchse Berlin – Wacker Thun         | 28:31       |
| Wacker Thun – Paris Saint-Germain   | 29:37       |
| Paris Saint-Germain – Füchse Berlin | 27:26       |

#### Hauptrundenspiele (18. August 2013)
Spiel um Platz 5
- Füchse Berlin – KS Kielce 31:31

Nach dem Ende der regulären Spielzeit hätte es beim Stand von 31:31 normalerweise eine Verlängerung von 2×5 Minuten gegeben. Kielces Trainer Bogdan Wenta sah seine Mannschaft jedoch von den Schiedsrichtern benachteiligt, so dass er auf die anstehende Verlängerung verzichtete und somit die Füchse Berlin den 5. Platz gewannen.
Spiel um Platz 3
- RK Zagreb – Wacker Thun 26:20

Finale
- KC Veszprém – Paris Saint-Germain 28:25

Nach 17 Turnierteilnahmen und 7 zuvor erfolglosen Finalspielen gewann KC Veszprém 2013 erstmals den Sparkassen-Cup.

#### Sonderauszeichnungen
- Bester Torwart:  Ivan Stevanović (RK Zagreb)
- Torschützenkönig: Denis Buntić (KS Kielce) mit 22 Toren
- Bester Spieler des Turniers: Daniel Narcisse (Paris Saint-Germain)
- Fairste Mannschaft: Wacker Thun

### 2012

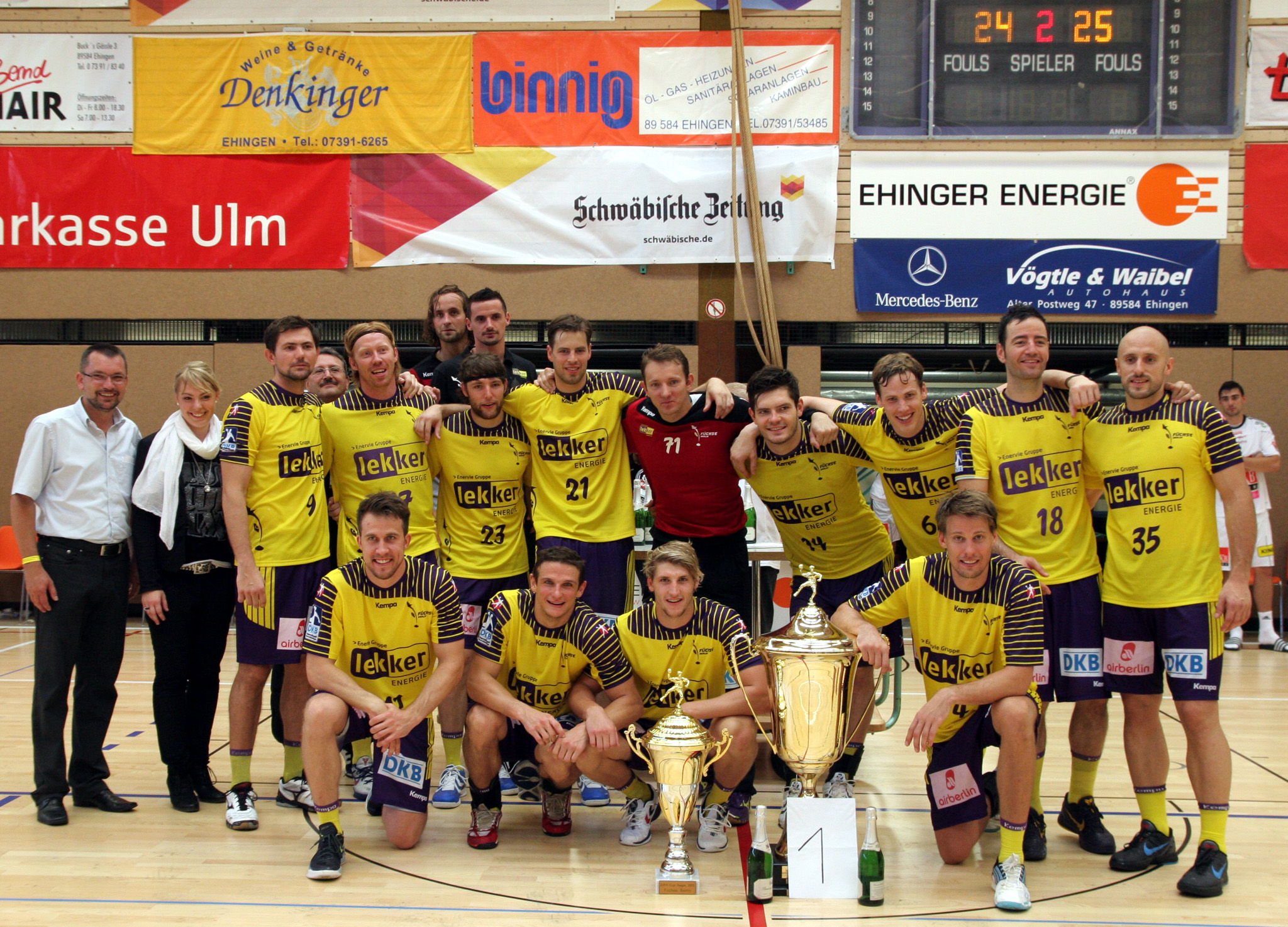
Gewinner 2012: Die Füchse Berlin

#### Vorrundenspiele (19. August 2012)
Die Spielzeit der Vorrundenspiel betrug 2×25 min.
Gruppe 1
| Spiel                                    | Endergebnis |
| ---------------------------------------- | ----------- |
| KC Veszprém – Wisła Płock                | 22:17       |
| Paris St. Germain Handball – Wisła Płock | 28:20       |
| KC Veszprém – Paris St. Germain Handball | 26:24       |

Gruppe 2
| Spiel                          | Endergebnis |
| ------------------------------ | ----------- |
| Füchse Berlin – BM Aragón      | 25:21       |
| Montpellier HB – BM Aragón     | 21:26       |
| Füchse Berlin – Montpellier HB | 26:27       |

#### Hauptrundenspiele (20. August 2012)
Die Hauptrundenspiele wurden über die volle Spielzeit (2×30 min) ausgetragen.
Spiel um Platz 5
- Wisła Płock – Montpellier HB 36:29

Spiel um Platz 3
- Paris St. Germain Handball – BM Aragón 27:19

Finale
- KC Veszprém – Füchse Berlin 24:25

#### Sonderauszeichnungen
- Bester Torwart: José Manuel Sierra (Paris St. Germain Handball)
- Torschützenkönig: Dragan Gajič (Montpellier HB) mit 23 (10) Toren
- Bester Feldspieler: Tamás Iváncsik (KC Veszprém)
- Fairste Mannschaft: BM Aragón

### 2011

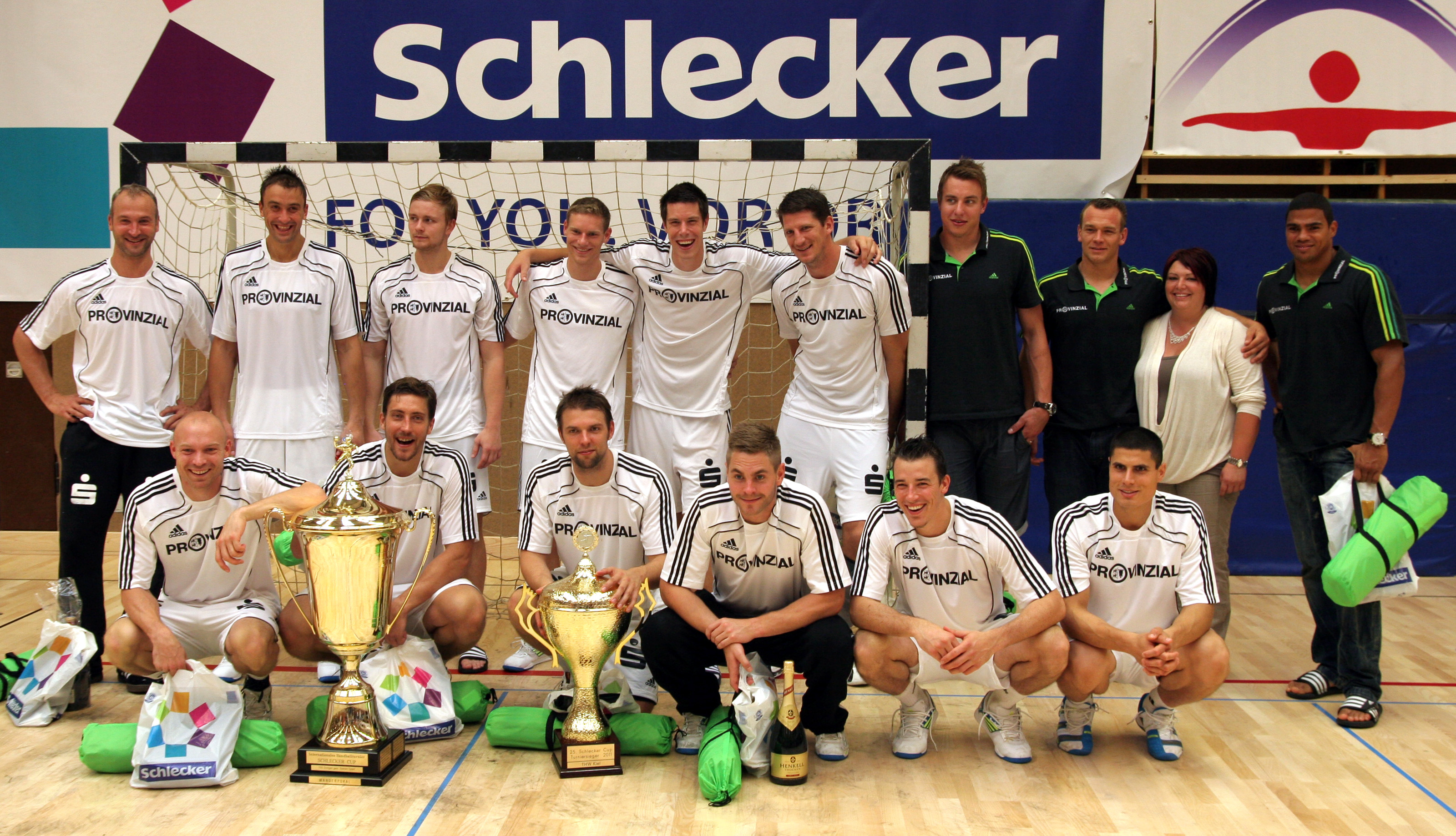
Der Gewinner 2011: Der THW Kiel

#### Vorrundenspiele (20. August 2011)
Gruppe 1
| Spiel                          | Endergebnis |
| ------------------------------ | ----------- |
| Füchse Berlin – AG København   | 25:27       |
| Montpellier HB – AG København  | 28:39       |
| Füchse Berlin – Montpellier HB | 25:24       |

Gruppe 2
| Spiel                           | Endergebnis |
| ------------------------------- | ----------- |
| KC Veszprém – BM Granollers2011 | 33:23       |
| THW Kiel – BM Granollers        | 35:27       |
| THW Kiel – KC Veszprém          | 32:25       |

#### Hauptrundenspiele (21. August 2011)
Spiel um Platz 5
- BM Granollers – Montpellier HB 31:34

Spiel um Platz 3
- Füchse Berlin – KC Veszprém 31:20

Finale
- AG København – THW Kiel 20:27

#### Sonderauszeichnungen
- Bester Torwart: Thierry Omeyer
- Torschützenkönig: Momir Ilić mit 27 (4) Toren
- Bester Feldspieler: Bartłomiej Jaszka
- Fairste Mannschaft: BM Granollers

### 2010

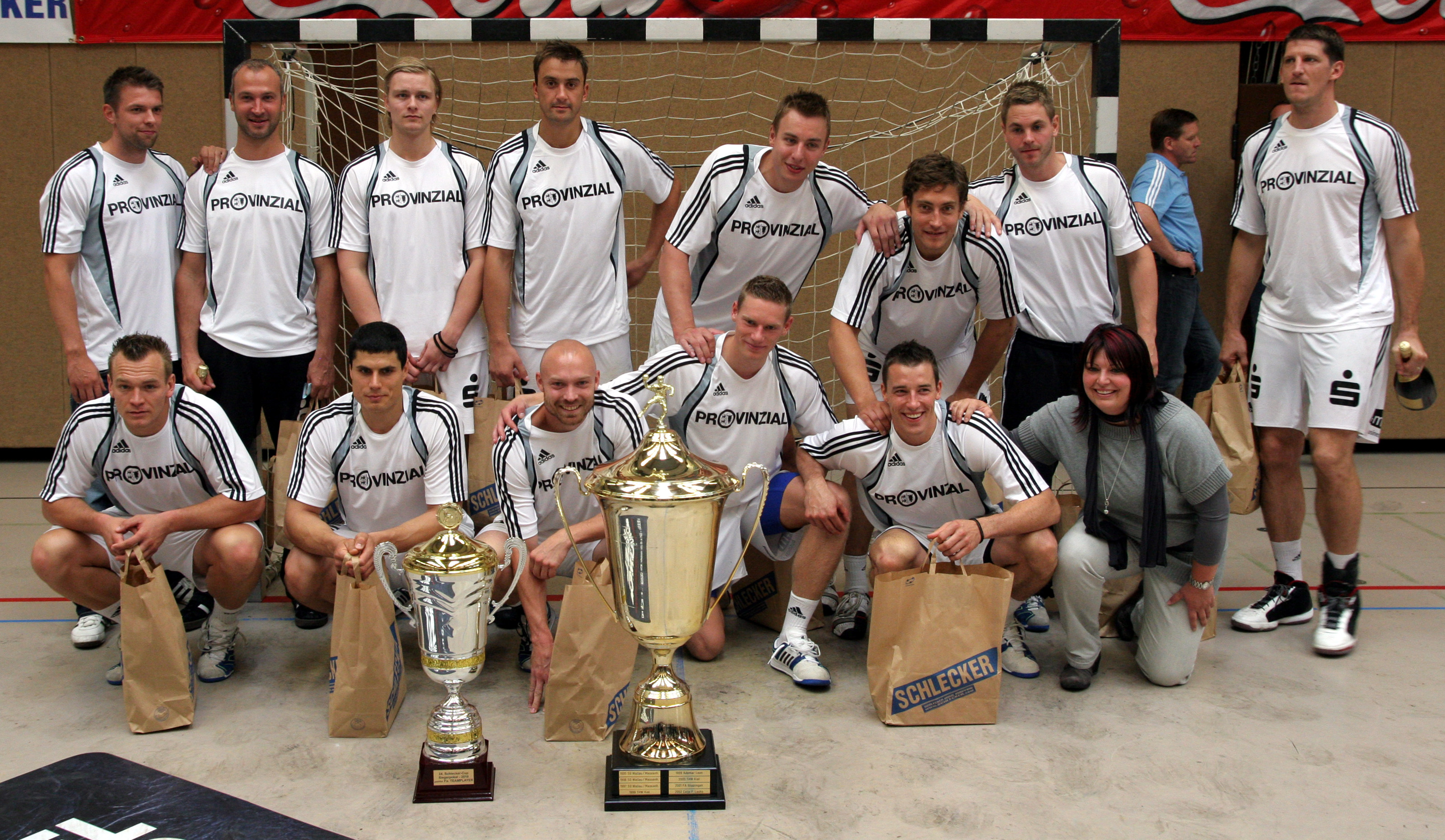
Der Gewinner 2010: Der THW Kiel

#### Vorrundenspiele (14. August 2010)
Gruppe 1
| Spiel                          | Endergebnis |
| ------------------------------ | ----------- |
| KC Veszprém – Füchse Berlin    | 30:26       |
| Montpellier HB – Füchse Berlin | 34:27       |
| KC Veszprém – Montpellier HB   | 36:39       |

Gruppe 2
| Spiel                   | Endergebnis |
| ----------------------- | ----------- |
| Ademar León – RK Zagreb | 29:34       |
| THW Kiel – Ademar León  | 35:26       |
| THW Kiel – RK Zagreb    | 40:30       |

#### Hauptrundenspiele (15. August 2010)
Spiel um Platz 5
- Füchse Berlin – Ademar León 35:31

Spiel um Platz 3
- KC Veszprém – RK Zagreb 38:34

Finale
- Montpellier HB – THW Kiel 26:37

#### Sonderauszeichnungen
- Bester Torwart: Thierry Omeyer
- Torschützenkönig: Zlatko Horvat mit 25 (8) Toren
- Bester Feldspieler: Nikola Karabatić
- Fairste Mannschaft: RK Zagreb

## Die bisherigen Sieger
- 1987 VfL Pfullingen
- 1988 VfL Gummersbach
- 1989 Redbergslids IK Göteborg
- 1990 VfL Gummersbach
- 1991 SG Wallau/Massenheim
- 1992 SG Leutershausen
- 1993 RK Zagreb
- 1994 THW Kiel
- 1995 SG Wallau/Massenheim
- 1996 SG Wallau/Massenheim
- 1997 SG Wallau/Massenheim
- 1998 THW Kiel
- 1999 Ademar León
- 2000 THW Kiel
- 2001 Frisch Auf Göppingen
- 2002 RK Celje
- 2003 VfL Gummersbach
- 2004 THW Kiel
- 2005 Montpellier HB
- 2006 THW Kiel
- 2007 THW Kiel
- 2008 BM Valladolid
- 2009 THW Kiel
- 2010 THW Kiel
- 2011 THW Kiel
- 2012 Füchse Berlin
- 2013 KC Veszprém
- 2014 KC Veszprém
- 2015 Veszprém Handball
- 2016 HBC Nantes
- 2017 HBC Nantes

Erfolgreichste teilnehmende Mannschaft ist mit insgesamt neun Turniersiegen der THW Kiel.

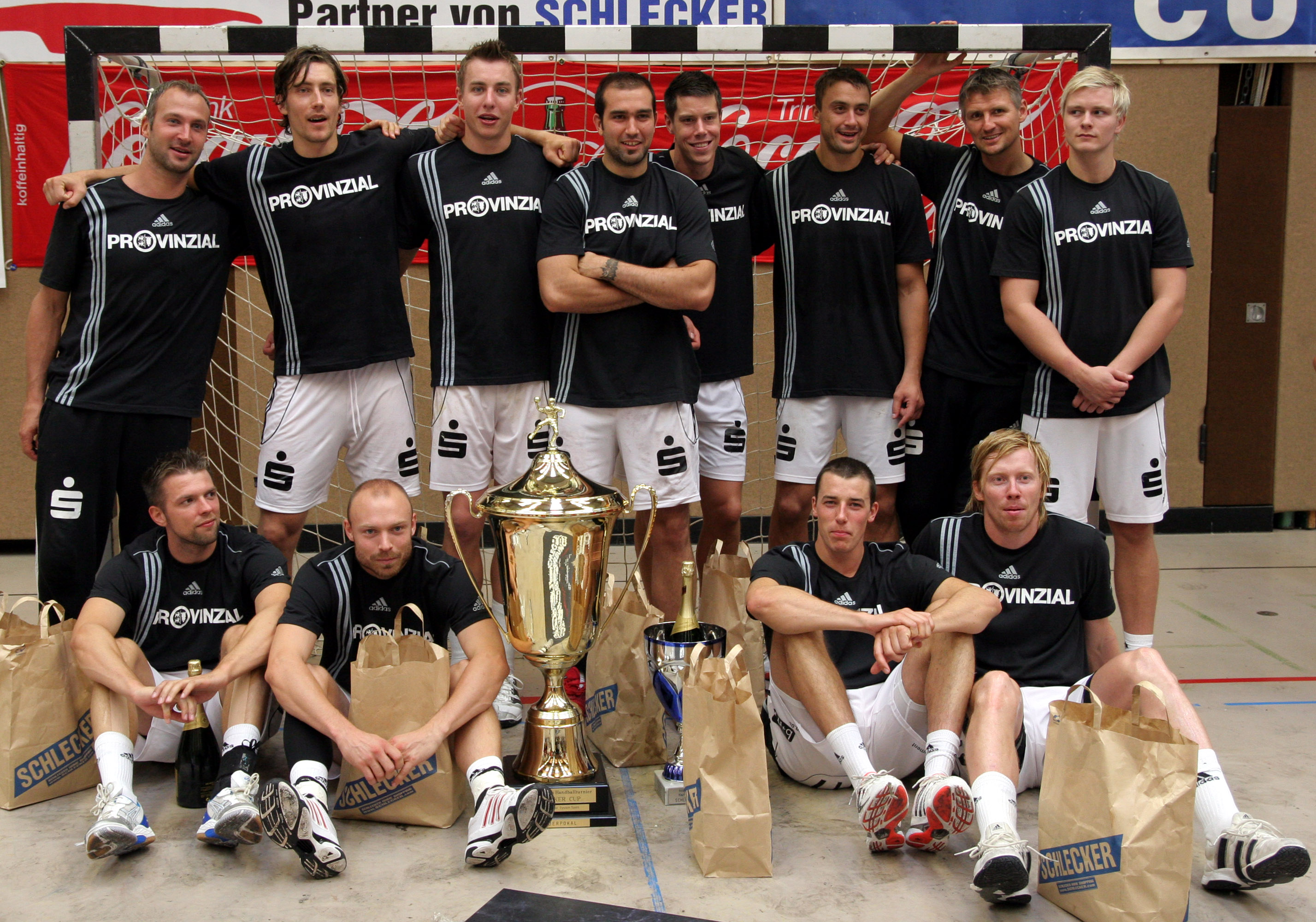
Sieger 2009: THW Kiel
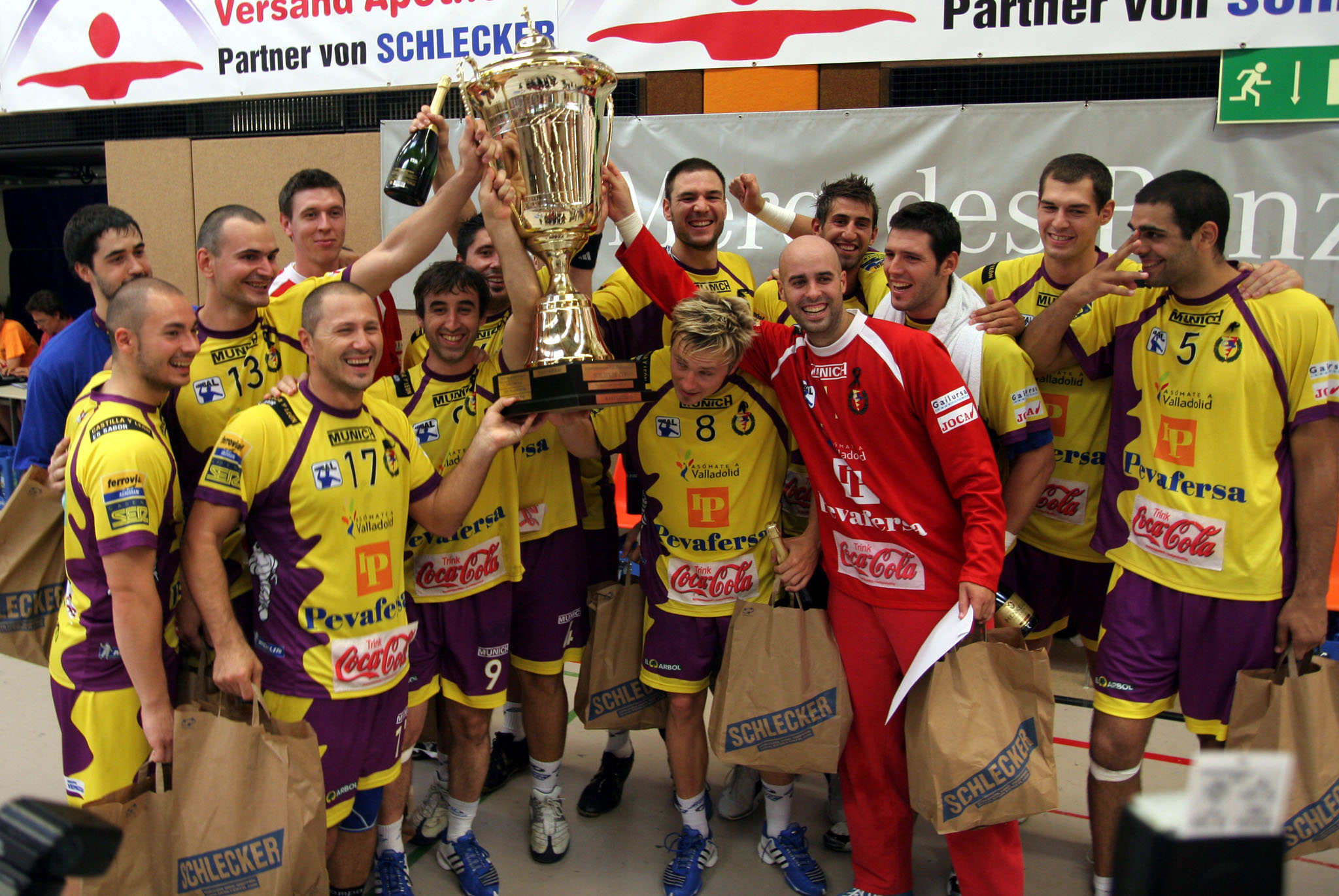
Sieger 2008: BM Valladolid
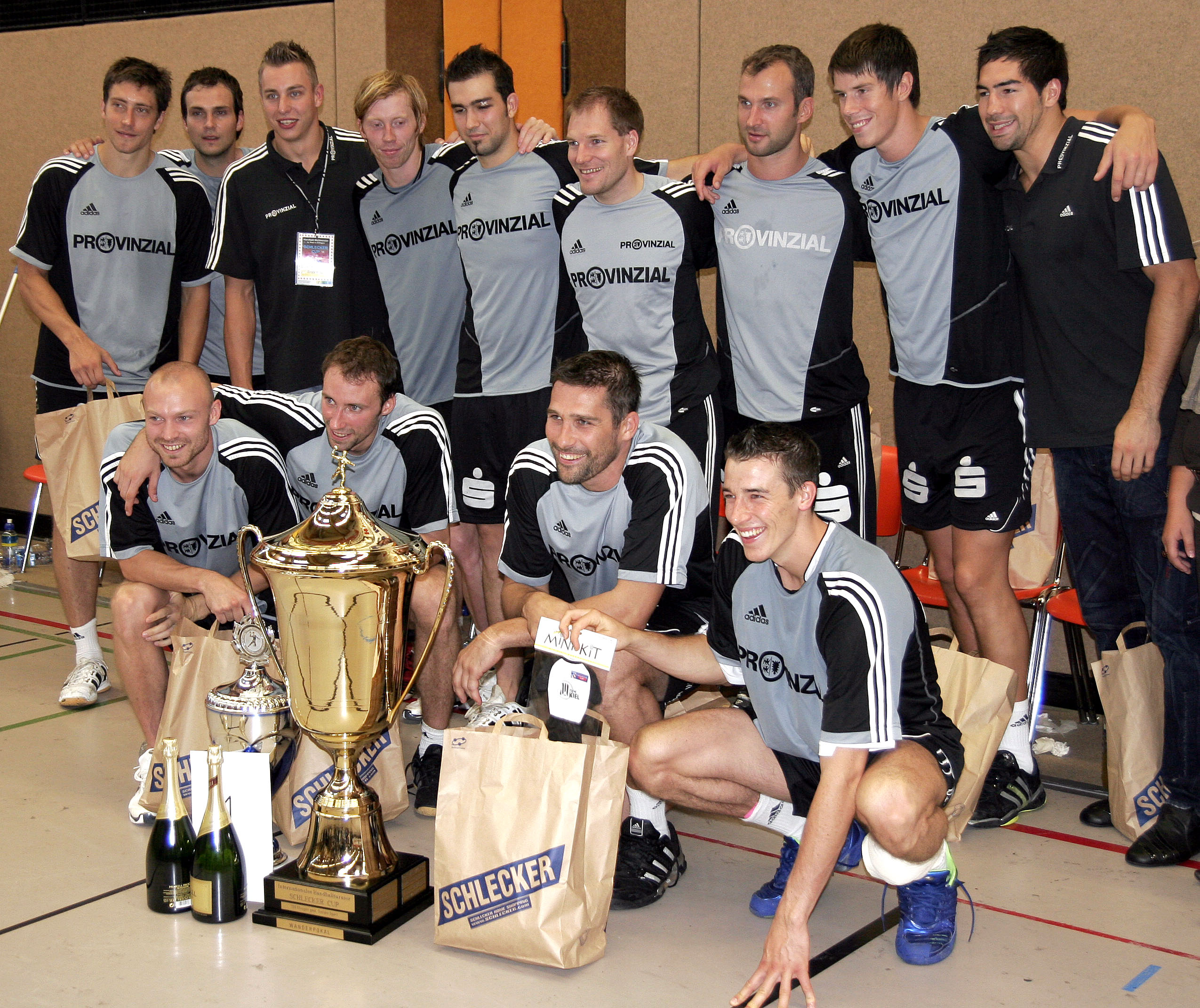
Sieger 2007: THW Kiel